# 899

## Úmrtí
- 26. říjen – Alfréd Veliký, anglosaský král Wessexu
- 8. prosinec – Arnulf Korutanský, král východofranský a italský, vzdorocísař a vévoda bavorský a korutanský.

## Hlavy států
- České knížectví – Spytihněv I. (asi 894–915)
- Velkomoravská říše – Mojmír II. (894–?906)
- Papež – Jan IX. (898–900)
- Anglie
  - Mercie – Æthelred (879–911)
  - Wessex
    - Alfréd Veliký, (871–899)
    - Eduard I. Starší, (899–924)
- Skotské království – Donald II.
- Východofranská říše
  1. Arnulf Korutanský, (877–899)
  2. Ludvík IV. Dítě, (899–911)

  - Bavorsko – Luitpold, (889–907)
  - Sasko – Ota I., (?–912)
- Západofranská říše – Karel III. Francouzský, (898–922)
- Benátská republika – Pietro Tribuno (888–912)
- První Bulharská říše – Simeon I. (893–927)
- Byzantská říše – Leon VI. Moudrý (886–912)
- Cordóbský emirát – Abdallah ibn Muhammad (888–912)
- Čína – Zhaozong (888–904)
- Svatá říše římská – Arnulf Korutanský, (896–899)
- Japonsko – Daigo (897–930)
- Kyjevská Rus – Oleg (879–912)
- Lotharingie – Zwentibold (895–900)
- Maďarsko – Arpád (872–933)
- Norsko – Harald I. Krásnovlasý (872–933)
- Silla – Hyogong (897–912)
  - Anjou – Fulk I. z Anjou, (898–941)
  - Akvitánie – Vilém I. Zbožný, (893–918)
  - Barcelona – Guifredo II. Borell Barcelonský, (897–911)
  - Burgundsko – Richard, vévoda Burgundský, (887–921)